# Sveriges herrlandslag i handboll i olympiska sommarspelen 1992
Sveriges herrlandslag i handbolls trupp under olympiska sommarspelen 1992.

## OS-truppen 1992
Förbundskapten: Bengt ”Bengan” Johansson
- Mats Olsson, GD Teka Santander
- Tomas Svensson, CD Bidasoa
- Magnus Andersson, TuS Schutterwald
- Anders Bäckegren, Redbergslids IK
- Erik Hajas, IF Guif
- Robert Andersson, TSV Bayer Dormagen
- Per Carlén, Ystads IF HF
- Magnus Cato, Redbergslids IK
- Ola Lindgren, HK Drott
- Staffan Olsson, TV Niederwürzbach
- Robert Hedin, CB Alicante
- Patrik Liljestrand, Ystads IF HF
- Axel Sjöblad, UMS Pontault-Combault HB
- Tommy Suoraniemi, HK Drott
- Pierre Thorsson, IF Saab
- Magnus Wislander, THW Kiel